# Вершино-Шахтаминский
Вершино-Шахтаминский — село в Шелопугинском районе Забайкальского края (Россия). Является центром сельского поселения «Вершино-Шахтаминское».

## География
Село расположено в 145 км от железнодорожной станции Сретенск.

## История
Возник как центр добычи молибдена. В 1948 году Вершино-Шахтаминский получил статус посёлка городского типа. С 2003 года Вершино-Шахтаминский — сельский населённый пункт.

## Население
| 1959 | 1970  | 1979  | 1989  | 2002  | 2010  | 2021  |
| ---- | ----- | ----- | ----- | ----- | ----- | ----- |
| 3755 | ↘3729 | ↘3269 | ↘2959 | ↘1707 | ↘1384 | ↘1002 |

## Разное
Входит в Перечень населенных пунктов Забайкальского края, подверженных угрозе лесных пожаров